# Cuphea cyanea
Cuphea cyanea là một loài thực vật có hoa trong họ Lythraceae. Loài này được Moç. & Sessé ex DC. mô tả khoa học đầu tiên năm 1828.